# Hephaestus adamsoni
Hephaestus adamsoni és una espècie de peix pertanyent a la família dels terapòntids.

## Descripció
- Pot arribar a fer 40 cm de llargària màxima.
- 12 espines i 10-12 radis tous a l'aleta dorsal i 3 espines i 9-10 radis tous a l'anal.[3][4]

## Hàbitat
És un peix d'aigua dolça, bentopelàgic i de clima tropical (6°S-7°S).

## Distribució geogràfica
Es troba a Papua Nova Guinea: el llac Kutubu.

## Estat de conservació
Les seues principals amenaces són la introducció de les xarxes d'emmallament i d'embarcacions forabord al llac Kutubu des de la dècada del 1980, l'extracció de petroli i la desforestació. Aquesta espècie és de les més grosses que hi ha al llac on viu, per la qual cosa ha esdevingut un dels principals objectius piscícoles dels pescadors locals.

## Observacions
És inofensiu per als humans.